# 密率

密率的分数近似值

密率即355/113，是圆周率比较精确的一个分数近似值。出自《隋书·律历志上》：“密率，圆径一百一十三，圆周三百五十五。约率，圆径七，周二十二。”由南北朝数学家祖冲之发现。
密率355/113是π的一个渐近分数（参见连分数），是分母小于16604的所有既约分数中最接近π的一个（参见最佳逼近）。它的小数点后六位皆与π相同，与其仅有0.000009%的差距，即小于1/3748629。更加精确的分数近似值，则是52163/16604，也仍然只有小数点后六位数字相同。而要达到7位数字相同，则要86953/27678才得以实现。若要8位數字相同，則要102928/32763才成。
- 参考值：

{\displaystyle {\begin{aligned}\pi &\approx 3.141\ 592\ 653\ 589\ 793\dots \\\\{\frac {355}{113}}&\approx 3.141\ 592\ 920\ 353\ 982\dots \\\\{\frac {52163}{16604}}&\approx 3.141\ 592\ 387\ 376\ 536\dots \\\\{\frac {86953}{27678}}&\approx 3.141\ 592\ 600\ 621\ 432\dots \\\\{\frac {102928}{32763}}&\approx 3.141\ 592\ 650\ 245\ 704\dots \end{aligned}}}